# کوجی یاماموتو
کوجی یاماموتو (انگلیسی: Koji Yamamoto؛ زادهٔ ۳۱ اکتبر ۱۹۷۶) یک هنرپیشه و خواننده اهل ژاپن است. وی از سال ۱۹۷۶ میلادی تاکنون مشغول فعالیت بوده‌است.